# 黒海地方 (トルコ)

黒海地方 (トルコ)
トルコ語: Karadeniz Bölgesi
黒海地方 (トルコ)の所在地

黒海地方（こっかいちほう、トルコ語: Karadeniz Bölgesi）は、トルコの地方の一つ。北を黒海に面し、東北部はジョージアとの国境、南東に東アナトリア地方、南に中央アナトリア地方、西をマルマラ地方と接している。

## 構成する県

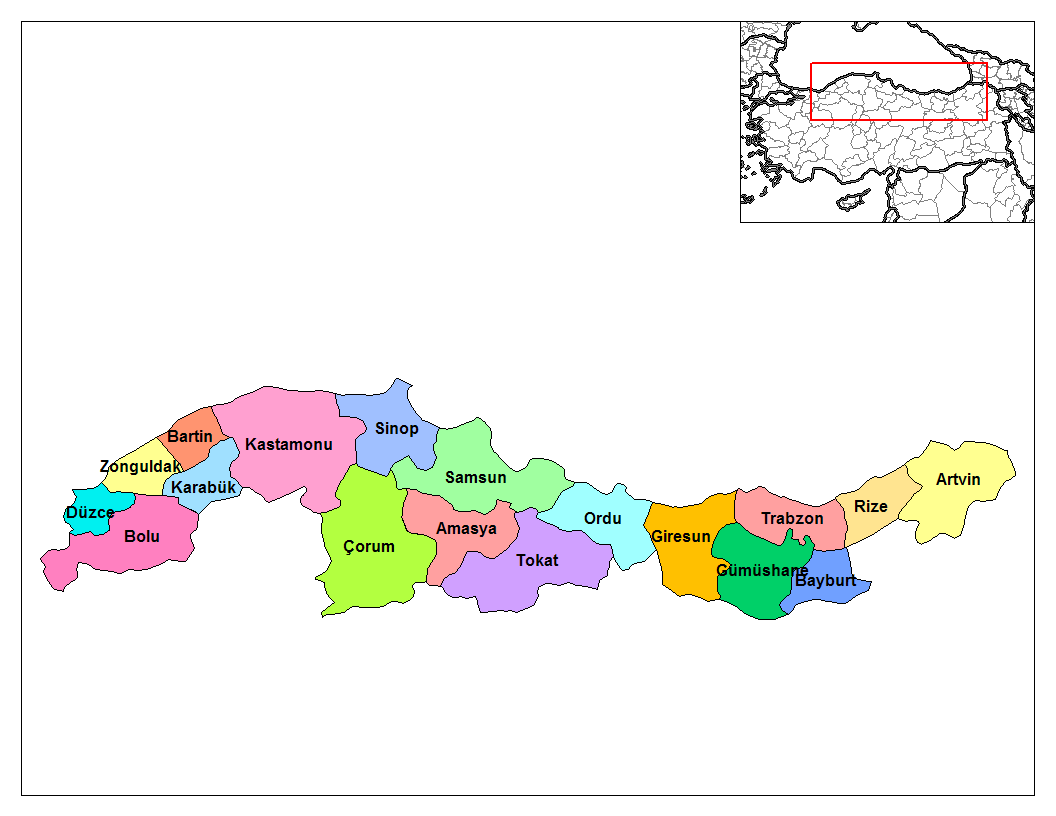
黒海地方の県

- アルトヴィン県
- バルトゥン県
- バイブルト県
- ボル県
- チョルム県
- デュズジェ県
- ギレスン県
- ギュミュシュハーネ県
- カラビュック県
- カスタモヌ県
- オルドゥ県
- リゼ県
- サムスン県
- スィノプ県
- トカット県
- トラブゾン県
- ゾングルダク県

## 人口
黒海地方の人口は2000年の時点で8,439,213人であり都市部と村落の人口はほぼ同数である。トルコの地方のうちの一つであり、人口はやや増加傾向であるが、トルコ全体の増加率よりは少ない。

## 地理
黒海地方は険しい地形で、岩肌の海岸線に、急流が渓谷からながれている。川はポンティス山脈を削り、広い川には多くの支流が注ぎ込む。広い川では砂州も多く見られる。
西部カッカル山脈の3000mクラスの山脈、東部の1525～1800m級の山は内陸から海岸線まで麓が続いているため、内陸から海岸への交通は山によって狭い谷を通る道に限られている。東部ではこの山地は低い場所まで伸びており、1500mを超えることはめったにないが、東部ほど標高が高くなり、リゼの南では3000mを超える山も多い。
この地域の夏は湿度が高く暑い。北部の黒海海岸からの湿潤な空気によって北に面する山々では雨量が多く、森林が非常に濃い。これらの森林では常緑樹と落葉樹が混生している。冬には雪もよく降り、スキーなどが盛んである。これに比べ南部のアナトリア高原方面を向く山の南麓は木が少ない。北部北アナトリア山脈は黒海海岸に折り重なるように沿う高地を遮っている。長い地溝に似た渓谷と盆地がこの山地の特徴になっている。
これらの自然によって、黒海地方は他のアナトリアとは異なった独特の歴史を歩んできた。

## 特徴
西のゾングルダクから東のリゼまでに渡っての海岸線には幾つか、深く耕された肥えた三角洲が見られる。中央に近いサムスン県近郊ではタバコ栽培が盛んである。東部地域では柑橘類も盛んに生育されている。トラブゾン近郊は世界的にも有名なヘーゼルナッツの生産地であり、リゼでは茶の栽培が行われている。急高配過ぎない山麓はほとんど全てが栽培可能地域となっており、その多くが農林業や放牧に使われている。温暖で、湿度の多い黒海海岸は経営型農業が非常に効率的である。西部のゾングルダクは石炭生産や重工業の中心地となっている。
花や生き物、森やクレーター湖、川、山など自然に富んでいるために観光に適しており、ラフティング、カヌー、狩猟、釣り、草スキーなどが楽しめる。また、冬にはスキーも有名である。滋養に大いに役立つ水や食べ物もある。